# Nicolás Filiberti
Nicolás Filiberti (ur. 14 listopada 1977 roku w Buenos Aires) – argentyński kierowca wyścigowy.

## Kariera
Filiberti rozpoczął karierę w wyścigach samochodowych w 1995 roku od startów w Południowoamerykańskiej Formule 3, gdzie jednak nie był klasyfikowany. Rok później w tej serii był siódmy, a w 1997 – szósty. W późniejszych latach pojawiał się także w stawce World Series by Nissan, Turismo Carretera Argentina, South American Supertouring Championship, Formuły 3000, Włoskiej Formuły 3000, American Le Mans Series, Sports Racing World Cup, TC2000, Top Race V6 Argentina, Top Race Junior, Porsche Supercup oraz Top Race Series.
W Formule 3000 Argentyńczyk wystartował w czterech wyścigach sezonu 2001 z ekipą Prost Junior Team, jednak nigdy nie zdobywał punktów.